# Philipp-Melanchthon-Gymnasium Bautzen
Das Philipp-Melanchthon-Gymnasium Bautzen (Kurzbezeichnung: PMG Bautzen) in Bautzen ist ein Gymnasium. Benannt ist es nach dem Philologen, Philosophen, Humanisten, Theologen, Lehrbuchautor und neulateinischen Dichter Philipp Melanchthon (1497–1560).

## Geschichte

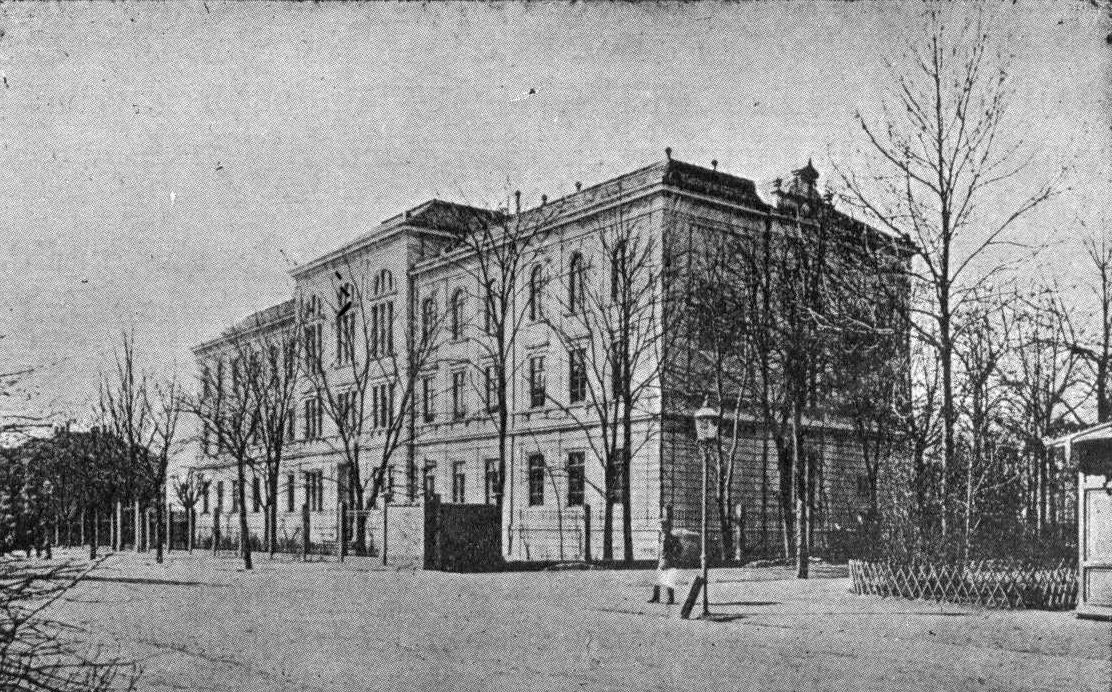
Ansicht des Gebäudes um 1906

Das Philipp-Melanchthon-Gymnasium Bautzen als solches ging direkt aus der im Zuge der Reformation entstandenen evangelischen Ratsschule (Lateinschule) hervor, die 1527 gegründet wurde. Nach 1936 wurde sie durch die nationalsozialistische Gleichschaltung eine „Staatliche Oberschule für Jungen“. 1945 zunächst eine Handelsschule, wurde sie im Bildungssystem der DDR ab 1949 in eine Berufsschule umgewandelt und war ab 1960 Polytechnische Oberschule.
Seit 1992 beherbergt das Gebäude wieder ein Gymnasium. 1998 wurde dem Gymnasium der Name „Philipp Melanchthon“ verliehen. Der Wahlspruch lautet lateinisch Doctrinae. Sapientiae. Pietati. (Der Unterweisung. Der Weisheit. Dem Pflichtgefühl.) Der Schulbetrieb gliedert sich in ein Tages- und ab 1995 ein Abendgymnasium (Abitur im zweiten Bildungsweg mit derzeit rund 60 Schülerinnen und Schülern).
Seit 2007 unterhält das Gymnasium eine Schulpartnerschaft und ein Austauschprogramm mit dem Gymnasium in Hämeenlinna (Finnland).

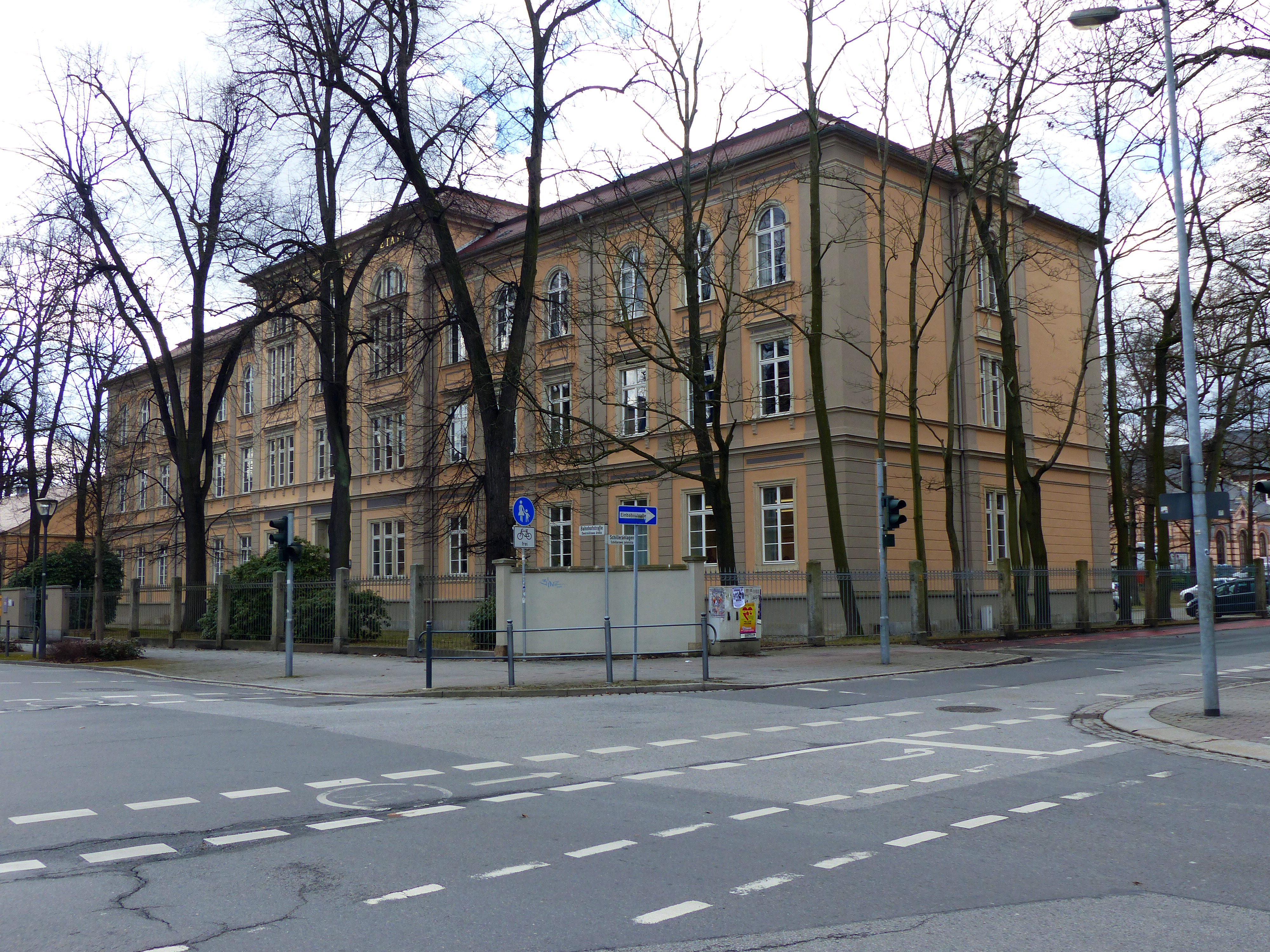
Haupthaus

## Förderverein des Gymnasiums
Die Schule wird seit dem 10. Februar 1993 von einem Förderverein unterstützt, der sich der ideellen, materiellen als auch personellen Unterstützung der Schülerschaft und des Schulalltages verschrieben hat. Im Laufe der Jahre gelang es dem Verein, dem Gymnasium Mittel im Umfang von rund 220.000 Euro zuzuwenden (Stand per 31. Dezember 2018).
Seit dem 1. Januar 2021 obliegt die Vereinsleitung dem Absolventen und Lehrer Marcel Bulling. Dem Förderverein gehören etwa 200 Mitglieder an.

## Verleihung des Melanchthon-Preises
Seit dem Jahr 2011 verleiht die Schule den Melanchthon-Preis in Gold, Silber und Bronze.
Träger sind:
- 2011: Die Stadt Bautzen, weil sie die Schule bei der Namensgebung und allgemeinen Zuwendungen intensiv unterstützt habe.[9]
- weitere Preisträger: siehe Website des Preises[10]

## Ehemalige Schüler der Schule
Philipp Melanchthon besuchte 1559 die Ratsschule und hielt einen Vortrag über Johannes den Täufer.
- Gregor Mättig (1585–1650), Philosoph, Mediziner und Mäzen
- Caspar Albhard (1636–1678), Jurist
- Gottfried Ludovici (1670–1724), Theologe, Kirchenlieddichter und Hymnologe
- Johann Gottlob Horn (1680–1754), Historiker
- Johann Gottfried Bornmann (1766–1825), evangelischer Geistlicher und Heimatforscher in Schlesien
- Friedrich Benjamin Bucher (1771–1826), Jurist, Wirtschaftspolitiker und Übersetzer
- Ernst August Pech (1788–1863), Mediziner und Hochschullehrer in Dresden
- Max Wilhelm Götzinger (1799–1856), deutsch-Schweizerischer Germanist und Gymnasiallehrer
- Friedrich Gotthilf Fritsche (1799–1851), Generalsuperintendent und Konsistorialrat in Altenburg
- Heinrich Leberecht Fleischer (1801–1888), Orientalist
- Julius Ferdinand Räbiger (1811–1891), Theologe und Hochschullehrer
- Rudolf Thiel (1825–1884), MdR
- Wilhelm von Polenz (1861–1903), Heimatschriftsteller
- Friedrich Olbricht (1888–1944), General, Mitverschwörer des Attentats auf Hitler vom 20. Juli 1944
- Hans Friedrich Sachsse (1890–1986), Forstwissenschaftler
- Peter Bamm (1897–1975), Arzt, Journalist und Schriftsteller
- Jurij Brězan (1916–2006), sorbischer Schriftsteller
- Stefanie Kloß (* 1984), Frontfrau von Silbermond